# Maimansingh (Distrikt)
Der Distrikt Maimansingh (Bengalisch: ময়মনসিংহ জেলা, Maẏamanasiṃh jelā; Englisch: Mymensingh district) ist ein Verwaltungsdistrikt in Bangladesch im Zentrum der 2015 neugebildeten gleichnamigen Division Maimansingh. Zuvor war der Distrikt Teil der Division Dhaka. Distriktshauptstadt ist die Stadt Maimansingh, die ursprünglich unter dem Namen Nasirabad bekannt war.

## Geografie
Der 4394,57 km² große Distrikt grenzt im Norden an die Garo-Berge des indischen Bundesstaat Meghalaya, im Süden an den Distrikt Gazipur, im Osten an die Distrikte Netrokona und Kishoreganj und im Westen an die Verwaltungsdistrikte Sherpur, Jamalpur und Tangail.
Die wichtigsten Fließgewässer in Maimansingh sind der Brahmaputra, Bhogai Kangsa, Shila und Sutia.

### Natur und Tierwelt
Die Vegetation entspricht derjenigen der Tieflandgebiete von Bengalen und Assam mit zahlreichen immergrünen Bäumen. Hinzu kommen Obstbäume, Palmen und Bananenstauden. Allerdings ist die Landschaft größtenteils durch den intensiven Anbau von Reis, Zuckerrohr, Jute, Tabak und Senf geprägt.
Zur Tierwelt gehören mehrere Hirscharten, Elefanten und Tiger. Wilde Elefanten und Tiger sind allerdings wegen der Abholzung und der stark steigenden Einwohnerzahl (Siedlungsdruck) selten geworden. Hinzu kommen zahlreiche Vogelarten, Fische, Reptilien, Schlangen und Amphibien.

### Klima
Die Temperaturen schwanken zwischen 12,0 und 33,3 °Celsius. Die durchschnittliche jährliche Regenmenge beträgt 2174 mm. Die durchschnittliche Luftfeuchtigkeit beträgt um die 70 %. In den Monaten von November bis März fällt wenig Regen. Juni, Juli und August sind die Monate mit dem meisten Regen.

## Geschichte
Im Mittelalter war es Teil verschiedener kleiner Königreiche, die teils buddhistisch, teils hinduistisch geprägt waren. Zuerst war es Teil des Königreichs Kamarupa, dann ab 750 des Königreichs Pala und ab 1120 Teil des Sena-Reichs. Vom 12. Jahrhundert an versuchten muslimische Armeen die Gegend zu erobern, was zwischen 1204 und 1303 gelang. Es gehörte zuerst zum Sultanat von Delhi, später zum Sultanat von Bengalen und danach zum Mogulreich. Ab 1765 gehörte es zu Britisch-Indien als Teil der Dhaka-Division zum Distrikt Mymensingh (heute Division Maimansingh). Der Subdistrikt entstand im 19. Jahrhundert. Von 1947 bis 1971 war der Distrikt Teil von Ost-Pakistan in der Republik Pakistan. Im Jahr 1978 wurde der bisherige Unterdistrikt Maimansingh ein eigenständiger Distrikt.

## Bevölkerung

### Bevölkerungsentwicklung
Wie überall in Bangladesch wächst die Einwohnerzahl im Distrikt seit Jahrzehnten stark an. Dies verdeutlicht die folgende Tabelle:

### Altersstruktur
Wie überall in Bangladesch ist die Bevölkerung im Durchschnitt sehr jung. Das Durchschnittsalter lag bei der letzten Volkszählung 2011 bei 21,96 Jahren bei steigender Tendenz.
Bei der Volkszählung im Jahr 2011 ergab sich folgende Altersstruktur:
| Alter                                            | 0–9 Jahre | 10–19 Jahre | 20–29 Jahre | 30–39 Jahre | 40–49 Jahre | 50–59 Jahre | 60–69 Jahre | 70–79 Jahre | 80 Jahre und mehr |
| Anzahl                                           | 1.353.466 | 1.003.846   | 840.937     | 653.124     | 504.772     | 325.556     | 229.090     | 127.778     | 71.703            |
| Anteil                                           | 26,49 %   | 19,64 %     | 16,46 %     | 12,78 %     | 9,88 %      | 6,37 %      | 4,48 %      | 2,50 %      | 1,40 %            |
| Quelle: Zila Maimansingh, Tabelle P14, Seite 501 |           |             |             |             |             |             |             |             |                   |

### Bedeutende Orte
Einwohnerstärkste Ortschaft innerhalb des Distrikts ist der Distriktshauptort Maimansingh. Weitere Städte (Town) sind Bhaluka, Fulbaria, Gaffargaon, Gauripur, Ishwarganj, Muktagacha, Nandail, Phulpur und Trishal. Doch gibt es mit Haluaghat noch einen weiteren Ort ohne Stadtrecht mit mehr als 10000 Einwohnern. Die städtische Bevölkerung macht nur 15,62 Prozent der gesamten Bevölkerung aus. Die genannten Orte haben folgende Einwohnerzahlen:

## Verwaltung
Der Verwaltungsdistrikt Maimansingh wurde mit anderem Umfang bereits 1787 geschaffen. Verwaltungstechnisch ist der Distrikt unterteilt in eine City-Corporation und zwölf Upazilas:Bhaluka, Dhobaura, Fulbaria, Gaffargaon, Gauripur, Haluaghat, Ishwarganj, Muktagacha, Nandail, Phulpur, Tara Khanda (2012 aus Teilen von Phulpur entstanden), Trishal und die City-Corporation Maimansingh. Innerhalb dieser Verwaltungsunterteilung gibt es zehn selbstverwaltende Städte (municipalities), 146 Union Parishads (Dorfräte) und 2693 Dörfer.

## Wirtschaft
Insgesamt gibt es (2011) 3.756.806 Personen, die älter als 10 Jahre alt sind. Von diesen sind 1.029.067 Personen in der Schule, 34.463 Menschen auf Arbeitssuche und 1.298.218 Menschen arbeiten in einem Haushalt. 1.395.058 Personen sind in einer bezahlten Erwerbstätigkeit. Davon arbeiten 814.552 (=58,4 Prozent) Personen in Landwirtschaft und Fischerei, 157.715 in der Industrie und 422.791 Menschen im Bereich Dienstleistungen.
Landwirtschaft dominiert die Wirtschaft des Distrikts; Hauptprodukte sind Reis, Zuckerrohr, Jute, Ölsamen, Hülsenfrüchte, Zwiebeln, Weizen und Linsen sowie Erdnüsse, Gemüse, Milch, Eier und Tierhäute.  Als am meisten verbreiteten Obstsorten gelten Mangos, Jackfrucht, Bananen, Ananas, Litchis, Kokosnüsse und Brombeeren.